# René Bittinger
René Bittinger (Villé, 9 ottobre 1954) è un ex ciclista su strada francese.
Professionista dal 1977 al 1987, vinse una tappa al Tour de France 1979. Fu secondo al campionati francesi dietro Marcel Tinazzi nel 1977; identico piazzamento lo ottenne nella Freccia Vallone 1984, dietro Bernard Hinault.

## Palmarès
- 1976 (dilettanti)

4ª tappa Österreich-Rundfahrt (Graz > Klagenfurt)
- 1977 (Flandria, una vittoria)

2ª tappa Giro del Lago Maggiore (Brissago > Brissago)
- 1978 (Flandria, una vittoria)

3ª tappa Tour de Corse (Corte > Bastia)
- 1979 (Flandria, due vittorie)

1ª tappa Tour de France (Fleurance > Luchon)
2ª tappa 2ª semitappa Tour d'Indre-et-Loire (Avoine > Joué-lès-Tours)
- 1980 (Miko, due vittorie)

Classifica generale Tour du Limousin
3ª tappa Tour de Luxembourg (Grevenmacher > Echternach)
- 1982 (Sem, tre vittorie)

Grand Prix de Antibes
Nizza-Alassio
6ª tappa Critérium du Dauphiné Libéré (Grenoble > Voiron)
- 1983 (Sem, due vittorie)

Ronde de Montauroux
2ª tappa Critérium International (Mont Brouilly)
- 1986 (KAS, una vittoria)

Créteil-Reims

### Altri successi
- 1978 (Flandria)

1ª tappa, 1ª semitappa Setmana Catalana (Martorell, cronosquadre)
- 1979 (Flandria)

Circuit des Monts du Livradois - Criterium di Ambert

## Piazzamenti

### Grandi giri
- Tour de France

1978: 19º
1979: 26º
1980: fuori tempo massimo (1ª tappa, 2ª semitappa)
1982: 19º
1983: ritirato (10ª tappa)
1985: 77º
- Giro d'Italia

1985: 83º
- Vuelta a España

1981: 38º
1985: ritirato

### Classiche monumento
- Milano-Sanremo

1979: 50º
1983: 9º
1984: 20º
1985: 89º
- Giro delle Fiandre

1982: 38º
- Parigi-Roubaix

1980: 18º
1981: 8º
- Liegi-Bastogne-Liegi

1978: 42º
1979: 30º
1983: 9º
- Giro di Lombardia

1977: 19º

### Competizioni mondiali
- Giochi olimpici

Montréal 1976 - In linea: ritirato